# Раевская, Екатерина Васильевна
Екатерина Васильевна Раевская (до замужества — Романенко) (род. 23 декабря 1993 года, Москва) — российская волейболистка, либеро. Мастер спорта России международного класса (2016).

## Биография
Родилась 23 декабря 1993 года в Москве. В 10 лет семья перебралась в Одинцово. Екатерина начинала заниматься в ДЮСШ г. Одинцово у своей мамы, играла связующей. В старших классах перешла в молодежную команду «Заречье-Одинцово» под руководством отца. Попробовала свои силы в роли либеро по причине невысокого роста.
С 2010 по 2015 год выступала за «Заречье-Одинцово». В мае 2015 года появилось сообщение о переходе Екатерины в московское «Динамо». В апреле 2020 года приостановила спортивную карьеру.
Участница первых Европейских игр.
В июле 2015 года стала чемпионкой летней Универсиады в южнокорейском Кванджу.

## Личная жизнь
С 28 июля 2015 года замужем за Антоном Раевским.

## Достижения

### Со сборной
- Чемпионка летней Универсиады 2015

### С клубами
- Победитель Кубка вызова ЕКВ 2013/2014
- 4-кратная чемпионка России (2016, 2017, 2018, 2019)
- Обладатель Кубка России 2018